# فینال لیگ کنفرانس اروپا ۲۰۲۴
فینال لیگ کنفرانس اروپا ۲۰۲۴ (به انگلیسی: 2024 UEFA Europa Conference League final)، آخرین مسابقه لیگ کنفرانس اروپا ۲۴–۲۰۲۳ بود، فصل سوم مسابقات فوتبال باشگاهی اروپا که توسط یوفا برگزار شد. این بازی در ۲۹ مه ۲۰۲۴ پخش شد.
برندگان واجد شرایط ورود به مرحله گروهی لیگ اروپای اروپا ۲۰۲۴–۲۵ خواهند بود، مگر اینکه قبلاً از طریق عملکرد لیگ خود به لیگ قهرمانان یا لیگ اروپا راه یافته باشند (در این صورت لیست دسترسی مجدداً متعادل خواهد شد).

## انتخاب میزبان
در ۲۱ ژوئن ۲۰۲۲، یوفا روند مناقصه را برای فینال، که به موازات فینال ۲۰۲۵ برگزار می‌شود، باز کرد. مناقصه گران علاقه‌مند می‌توانند برای یکی یا هر دو فینال پیشنهاد دهند. مکان‌های پیشنهادی باید دارای چمن طبیعی باشند و به عنوان یک ورزشگاه رده چهار یوفا با ظرفیت ناخالص میان ۳۰٬۰۰۰ تا ۵۰٬۰۰۰ ترجیح داده شوند. جدول زمانی مناقصه به شرح زیر است:
- ۲۱ ژوئن ۲۰۲۲: درخواست‌ها رسماً دعوت شدند
- ۳۱ اوت ۲۰۲۲: آخرین تاریخ برای ثبت نام برای مناقصه
- ۷ سپتامبر ۲۰۲۲: شرایط پیشنهادی در دسترس مناقصه گران قرار گرفت
- ۳ نوامبر ۲۰۲۲: ارائه پرونده اولیه مناقصه
- ۲۳ فوریه ۲۰۲۳: ارائه پرونده نهایی مناقصه
- ژوئن ۲۰۲۳: انتصاب میزبان

## بازی

### جزئیات
| المپیاکوس  | ۱–۰ | فیورنتینا |
| ---------- | --- | --------- |
| ا.کعبی'۱۱۶ |     |           |

|  | قوانین مسابقه - ۹۰ دقیقه - در صورت لزوم ۳۰ دقیقه وقت اضافه - در صورت مساوی بودن امتیازات ، ضربات پنالتی - دوازده جایگزین نام برد - حداکثر پنج تعویض، با ششمین تعویض مجاز در وقت اضافه |